# Nodo orientale

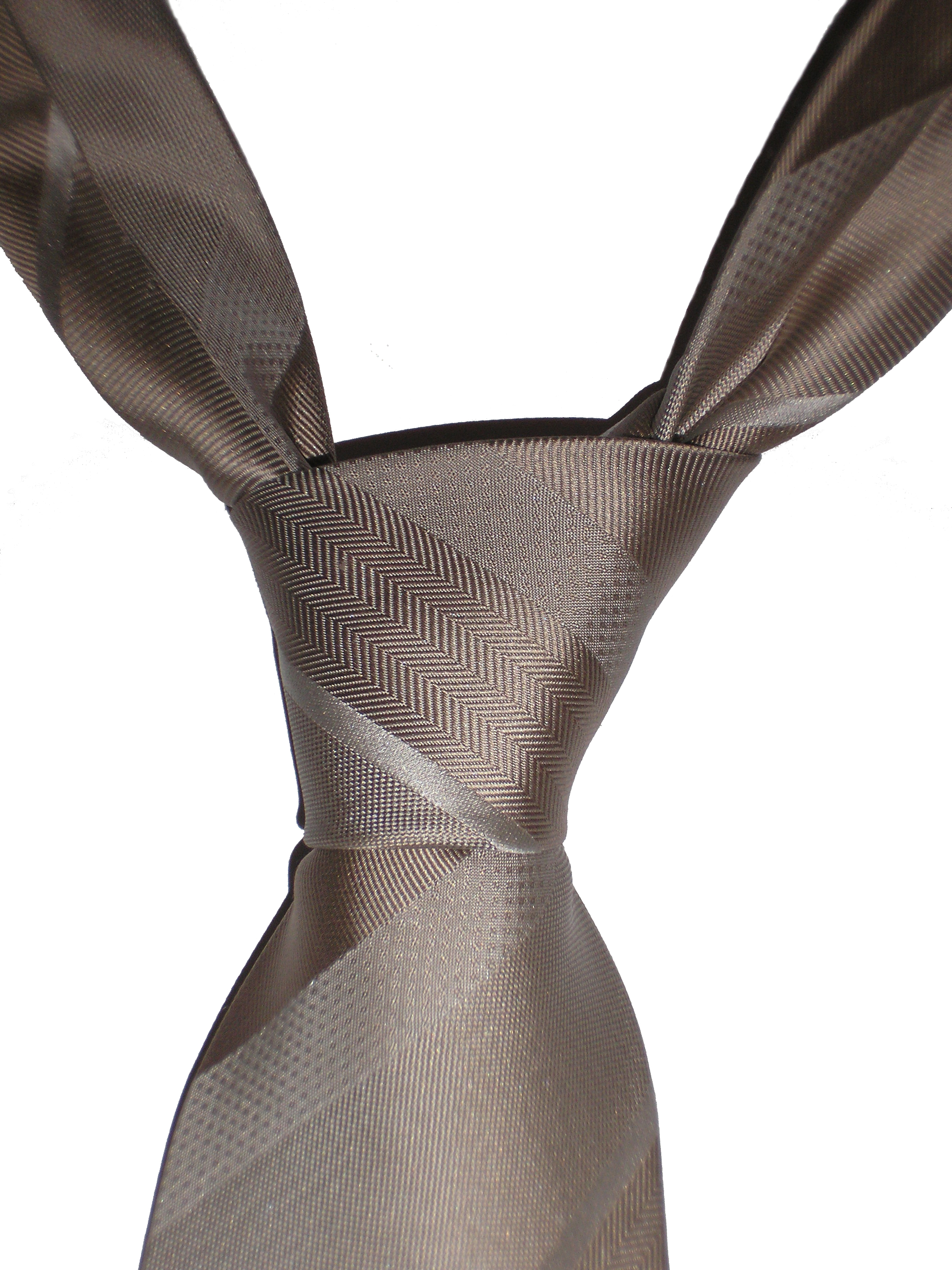
Un nodo orientale.

Con l'espressione nodo orientale (detto anche nodo piccolo) si intende un particolare metodo per annodare la cravatta. Questo nodo, nonostante la sua semplicità di esecuzione, è abbastanza raro a causa delle troppo piccole dimensioni del nodo risultante. Si abbina bene alle cravatte sottili.